# Ellershausen (Niemetal)
Ellershausen ist ein Ortsteil der Gemeinde Niemetal in der Samtgemeinde Dransfeld im niedersächsischen Landkreis Göttingen.

## Beschreibung
Der Ort liegt am Rande des Bramwaldes am Oberlauf der Nieme, einem rechten Nebenfluss der Weser.
Das 437 ha große Naturschutzgebiet Totenberg umgibt den nordwestlich gelegenen Totenberg, der mit 408,1 m ü. NN der höchste Berg im Bramwald ist. Rund 2 km westnordwestlich von Ellershausen erhebt sich innerhalb von Bramwald und Naturpark Münden der 382,3 Meter hohe Sandberg.
Für Ellershausen sind in der Liste der Baudenkmale in Niemetal zwei Wohnwirtschaftsgebäude in der Haardstraße und sechs Wohnwirtschaftsgebäude in der Lange Straße aufgeführt. Außerdem ist die aus dem Jahr 1801 stammende Kirche, auf deren Dach sich ein Giebelreiter befindet, in der Liste vertreten.
An Vereinen gibt es in Ellershausen einen Sportverein, einen Gesangverein, einen Frauensingkreis, einen Verschönerungsverein und die Freiwillige Feuerwehr.
Die Eingemeindung der bis dahin selbstständigen Gemeinde erfolgte am 1. Januar 1973.

### Einwohnerentwicklung
| Jahr | Einwohner |
| ---- | --------- |
| 1689 | 120       |
| 1812 | 256       |
| 1950 | 447       |
| 1972 | 323       |
| 1993 | 330       |
| 2021 | 314       |

## Wappen
| Wappen von Ellershausen | Blasonierung: „In Schwarz ein schrägrechts liegender silberner (weißer) Eichenstamm mit zwei Ästen und zwei Blättern, oben und unten begleitet von je zwei schrägrechten gestümmelten goldenen (gelben) Bienen.“                                              |
| Wappen von Ellershausen | Wappenbegründung: Das Wappen entstammt einer Fahne der Familie von Stockhausen aus dem Jahre 1742, die jahrhundertelang großen Einfluss in der Gemeinde hatte. Darüber hinaus spielte die Bienenzucht seit Urzeiten bei den Ellershausenern eine große Rolle. |

## Baudenkmale
In der Liste der Baudenkmale in Niemetal sind für Ellershausen 14 Baudenkmale aufgeführt.